# Dartchery op de Paralympische Zomerspelen 1972
De IVe Paralympische Spelen werden in 1972 gehouden in Heidelberg, West-Duitsland. Dartchery was een van de 10 sporten die in 1972 op het programma stonden. Er stonden 3 evenementen op het programma.

## Mannen

### Paren
| Klasse | land | Goud               | land | Zilver                     | land | Brons              |
| ------ | ---- | ------------------ | ---- | -------------------------- | ---- | ------------------ |
| open   | FRG  | E. Hammel Elbracht | NED  | Popke Popkema Piet Blanker | BEL  | Seilleur van Braet |

## Vrouwen

### Paren
| Klasse | land | Goud                       | land | Zilver            | land | Brons                  |
| ------ | ---- | -------------------------- | ---- | ----------------- | ---- | ---------------------- |
| open   | GBR  | Margaret Maughan M. Cooper | FRA  | Marraschin Girard | NOR  | Berg-Holmen H. Warberg |

## Gemengd

### Paren
| Klasse | land | Goud           | land | Zilver                   | land | Brons          |
| ------ | ---- | -------------- | ---- | ------------------------ | ---- | -------------- |
| open   | FRG  | Becker Schaede | KOR  | Keun Soo Kim Keum Im Cho | USA  | Dropko Collins |

Atletiek · Basketbal · Boogschieten · Dartchery · Gewichtheffen · Koersbal · Schermen · Snooker · Tafeltennis · Zwemmen
Rome 1960 ·
Tokio 1964 ·
Tel Aviv 1968 ·
Heidelberg 1972 ·
Toronto 1976 ·
Arnhem 1980